# Suzuki Shin'ichi II
Suzuki Shin'ichi II est un nom japonais traditionnel ; le nom de famille (ou le nom d'école), Suzuki, précède donc le prénom (ou le nom d'artiste).
Suzuki Shin'ichi (鈴木 真一, 1855-1912) est le plus jeune de deux photographes japonais portant ce nom.

## Biographie
Le nom original de Suzuki est Okamoto Keizō ((岡本圭三)), né dans la province d'Izu. Dès son jeune âge, il aime dessiner et peindre et à treize ou quatorze ans, part pour Yokohama déterminé à devenir un artiste. Il devient élève du caricaturiste anglais Charles Wirgman, un ami et ancien partenaire du photographe Felice Beato. En voyant une photographie d'un lutteur, Okamoto est tellement impressionné par la précision et la qualité d'image du nouveau medium qu'il décide de devenir photographe. Il apprend la photographie au studio de Yokohama de Shimooka Renjō, où il travaille pendant un certain nombre d'années à partir de 1870 et où il rencontre son futur beau-frère, Suzuki Shin'ichi I, lui aussi apprenti chez Shimooka. En 1873, Okamoto épouse Nobu (のぶ), la fille de Suzuki et - en accord avec la coutume appelée muko-iri (婿入り) - s'installe dans la famille Suzuki, adoptant le nom du père. Le photographe plus âgé change alors son nom.
En 1876, Okamoto, dorénavant Suzuki, quitte le studio de Shimooka, peut-être pour travailler dans un studio de photographie à Nagoya, puis auprès de Yokoyama Matsusaburō et en 1879 se rend à San Francisco où il étudie la retouche de négatif et d'autres techniques auprès de I. W. Taber, ce qui fait peut-être de lui le premier photographe japonais parti étudier à l'étranger. À son retour au Japon, il est  l'exploitant succès de la nouvelle branche du studio de son père-frère à Kudanzaka, Tokyo. Ses photographies, souvent de grandes impressions à l'albumine coloriées à la main, remportent des prix aux expositions internationales en Europe et au Japon et il est chargé de photographier des personnalités de premier plan telles que le roi d'Hawaii Kalākaua en 1881, le prince héritier Tōgu (東宮) en 1888 (ce pour quoi il est payé 50 $) et l'impératrice douairière japonaise en 1890. La même année, Suzuki reçoit du gouvernement japonais une commande pour produire des albums photographiques de vues prises le long du Tōkaidō, albums qui seront présentés au tsarévitch Nicolas Alexandrovitch de Russie (plus tard Tsar Nicolas II). Lorsque la visite du Tsarevich au Japon est écourtée à la suite de l'attentat contre sa personne, les albums sont présentés à la place à la Russie et à la Grèce. Des albums photographiques similaires sont donnés à de hauts fonctionnaires des États-Unis et d'Europe. En dépit de ce succès, il n'y a aucune trace de l'atelier Suzuki à Tokyo après 1903. À partir de 1893, le studio de Yokohama créé par son beau-père est dirigé par I.S Suzuki- c'est-à-dire par Izaburō, le fils de Suzuki Shin'ichi I - et continue son exploitation jusqu'en 1908.
Après la guerre russo-japonaise, Suzuki fait un investissement malheureux dans l'industrie du transport et la famille est ruinée. Suzuki meurt peu de temps après en 1912.